# Tvåtjärnarna (Torps socken, Medelpad)
Tvåtjärnarna är en sjö i Ånge kommun i Medelpad och ingår i Ljungans huvudavrinningsområde.